# Oleby
Oleby est une localité de Suède dans la commune de Torsby située dans le comté de Värmland.

## Démographie
Sa population était de 353 habitants en 2020.